# Бозе, Юлиус фон
Фридрих Юлиус Вильгельм фон Бо́зе (нем. Friedrich Julius Wilhelm von Bose; 12 сентября 1809, Зангерхаузен — 22 июля 1894, Хассероде) — граф, генерал от инфантерии прусской армии.

## Биография
Фридрих Юлиус Вильгельм фон Бозе происходил из дворянского рода Бозе и родился в семье саксонского ротмистра Эрнста Готтлиба фон Бозе (1772—1845) и его жены Иоганны Софии Фридерики, урождённой Люттих (1781—1855).
С 1821 года был оруженосецем при дворе в Веймаре. В 1826 году стал мушкетером 26-го полка пехоты Прусской армии, с 1829 года — лейтенант. В 1832—1835 годах обучался в Прусской военной академии. После окончания академии и до 1952 года служил адъютантом главного командования 4-го армейского корпуса. Впоследствии он около года командовал ротой в 27-м пехотном полку и в 1853 году был произведён в майоры с причислением к Генеральному штабу. В 1858 году Бозе стал начальником штаба 4-го армейского корпуса и в 1860 году был произведён в полковники 40-го фузилерного полка. В 1861 году он был назначен состоять при военном ведомстве.
В 1864 году Бозе получил чин генерал-майора и назначен командовать 15-й пехотной бригадой, во главе которой принял участие в австро-прусско-итальянской войне 1866 года. Сражался при Подоле, Мюнхенгреце, Кёниггреце и Блуменау, за отличие в которых 20 сентября был награждён орденом Pour le Mérite. По окончании войны Бозе был произведён в генерал-лейтенанты и назначен командиром 20-й дивизии, расквартированной в Ганновере.
С началом франко-прусской войны, Бозе был назначен начальником 11-го армейского корпуса. 6 августа 1870 года Бозе в битве Вёрте был дважды ранен. Из-за ран он в дальнейших военных действиях участия не принимал. За эту войну Бозе был награждён Железным крестом 1-го и 2-го классов.
В 1873 году Бозе был произведён в генералы пехоты и назначен шефом 31-го пехотного полка (этот полк после смерти Бозе который получил его имя навечно). В октябре 1876 года он получил почетное гражданство города Касселя. В 1880 году Бозе получил титул графа.
Скончался 22 июля 1894 года под Вернигероде (по другим данным в Хассероде).

### Семья
- 31 декабря 1835 года женился на Иоганне Терезе фон Алеман (1807—1891).
- Дети: Мария (род. 1836) и Эрнст Георг Вернер (род. 1839) — прусский ротмистр.

## Награды
- Орден Чёрного орла (Пруссия, 8 октября 1876)
- Орден Красного орла 1-го класса с дубовыми листьями и мечами (1871)
- Орден Красного орла, большой крест с дубовыми листьями и мечами на кольце (Пруссия, 12 сентября 1874)[2]
- Орден «Pour le Mérite» (Пруссия, 20 сентября 1866)
- Орден Дома Гогенцоллернов, великий командор (Пруссия, 18 января 1878)
- Железный крест 1-го класса (Пруссия, 1870)
- Железный крест 2-го класса (Пруссия, 1870)
- Орден Святого Иоанна Иерусалимского (Пруссия, 19 января 1854)
- Орден «За военные заслуги», большой крест (Королевство Вюртемберг, 18 марта 1871)
- Орден Филиппа Великодушного, большой крест (Великое герцогство Гессен, 10 июля 1873)
- Австрийский орден Леопольда, рыцарь (Австрия, 19 декабря 1863)
- Орден Железной короны 3-й степени (Австрия, 15 июня 1852)
- Орден Святого Георгия 4-й степени (Россия, 27 декабря 1870)
- Орден Святого Александра Невского с алмазами и мечами (Россия, 24 июня 1874)
- Орден Святой Анны 2-й степени (Россия, 11 июня 1864)
- Орден Меча, командор 1-го класса (Швеция)